# Down to Earth (album Ozzy’ego Osbourne’a)
Down to Earth – ósmy album studyjny brytyjskiego wokalisty i muzyka Ozzy’ego Osbourne’a, wydany 16 października 2001 roku nakładem Epic Records.
Według danych z kwietnia 2002 roku album sprzedał się w nakładzie 737,053 egzemplarzy na terenie Stanów Zjednoczonych.

## Lista utworów
Źródło.
1. „Gets Me Through” (Ozzy Osbourne, Tim Palmer) – 5:04
2. „Facing Hell” (Osbourne, Palmer, Scott Humphrey, Geoff Nicholls) – 4:26
3. „Dreamer” (Osbourne, Marti Frederiksen, Mick Jones) – 4:45
4. „No Easy Way Out” (Osbourne, Palmer) – 5:06
5. „That I Never Had” (Osbourne, Frederiksen, Joe Holmes, Robert Trujillo) – 4:24
6. „You Know... Pt. 1” (Osbourne, Palmer) – 1:06
7. „Junkie” (Osbourne, Frederiksen, Holmes, Trujillo) – 4:28
8. „Running out of Time” (Osbourne, Frederiksen, Jones) – 5:06
9. „Black Illusion” (Osbourne, Palmer, Nicholls, Andy Sturmer) – 4:21
10. „Alive” (Osbourne, Danny Saber) – 4:54
11. „Can You Hear Them?” (Osbourne, Frederiksen, Holmes, Trujillo) – 4:59

Bonusowa ścieżka (japońska wersja albumu)
1. „No Place for Angels” (Osbourne, Palmer, Nicholls) – 3:24

## Skład zespołu
- Ozzy Osbourne – wokal
- Zakk Wylde – gitara
- Robert Trujillo – gitara basowa
- Mike Bordin – perkusja
- Tim Palmer – instrumenty klawiszowe, gitara rytmiczna, gitara akustyczna

## Pozycje na listach
| Lista         | Kraj              | Pozycja |
| ------------- | ----------------- | ------- |
| Billboard 200 | Stany Zjednoczone | 4       |
| OLiS          | Polska            | 32      |